# María Picasso López
Pour les articles homonymes, voir Picasso (homonymie) et López.
María Picasso López, née à Malaga en 1855 et morte à Barcelone en 1939, est la mère de Pablo Picasso.

## Biographie
Née d'une famille italienne, issue d'une famille de vignerons, elle est l'épouse du peintre José Ruiz y Blasco et la mère de Lola Ruiz Picasso. 
Son fils Pablo, né d'un accouchement difficile, et auquel elle fut particulièrement attachée, l'a prise comme modèle dans certaines de ses œuvres, notamment dans Portrait de la mère de l'artiste, tableau exposé au Musée Picasso de Barcelone.

## Postérité
Sa sépulture se situe dans le cimetière du Poblenou, à Barcelone.  